# سودا علی‌اکبرزاده
سِودا علی‌اکبرزاده (ترکی آذربایجانی: Sevda Ələkbərzadə; دنیا در ۴ ژوئیه ۱۹۷۷ در باکو، آذربایجان) خواننده زن آذربایجانی.
پدربزرگ سِودا ابولحسن علی‌اکبرزاده یک نویسنده ملی آذربایجان و نویسنده اولین رمان‌های نوشته شده در دوره اتحاد جماهیر شورویاست. پدر وی چنگیز الاکبرزاده یک روزنامه‌نگار و نویسنده بود.
صدای سِودا قوی و ضخیم و ته گلویی است. با وجود این سبک آواز وی پذیرای بسیاری از عناصر متفاوت است: شما می‌توانید در آن هر دو روح و موسیقی جاز و موج جدید و حتی سبک آفریقایی را شنید. تلاش او برای یادگیری هر دو روش سنتی «خواننده» آواز (به کمک درس‌های خواننده افسانه‌ای عالیم قاسمف) و سبک اپرا (با کار آموزی در فلورانس، ایتالیا در سال ۲۰۰۵).